# Maria Franzisca von Heppenstein

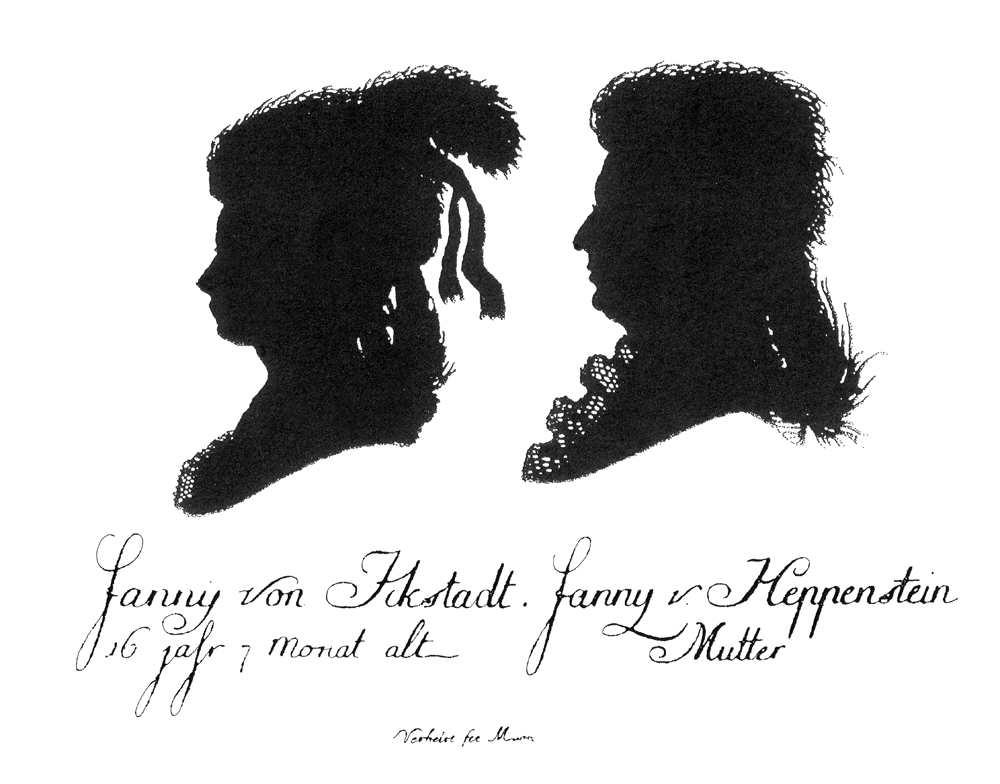
Egid Verhelst: Schattenriss von Fanny von Ickstatt und ihrer Mutter Maria Franzisca von Heppenstein

Maria Franzisca von Heppenstein, geborene Eleonora Maria Franzisca Magdalena Josepha Freiin von Weinbach, verwitwete von Ickstatt (* 16. September 1748 in Mellrichstadt; † 16. Oktober 1805 in München), häufig mit Vornamen Fanny oder Fanni genannt, war eine Dame der Münchner Gesellschaft und die Mutter Fanny von Ickstatts, welche sich mit 17 Jahren von der Münchner Frauenkirche stürzte.

## Jugendjahre
Maria Franzisca wurde als eines von 13 Kindern des Würzburger Hofkammerrates Georg Adam von Weinbach und seiner Ehefrau Sabina Huder in Mellrichstadt geboren. Schon als Kleinkind nahm sie der berühmte Aufklärer und Staatsrechtler Johann Adam von Ickstatt, welcher mit ihrer Patentante verheiratet war, zu sich. In seinem Palais in Ingolstadt wuchs Franzisca wie eine Tochter auf und erhielt die beste Erziehung. Ickstatt war seit 1745 Professor und Direktor an der Ingolstädter Universität, er hatte keine leiblichen Kinder. Das kleine Mädchen zeigte früh Intelligenz und Wissbegier. Bereits als Vierjährige wurde sie von Ickstatts Kollegen in Naturwissenschaften unterwiesen. In einer Biografie Ickstatts schrieb Christian Friedrich Daniel Schubart 1776: „Die iezige Frau von Hebbenstein in München, wurde von ihm erzogen, und ihr Beispiel beweißts, was der Mensch unter seiner Anführung werden konnte. Er nannte sie nur seine Fanni und verwandte so viel Erziehungssorgfallt auf sie, daß sie nun eine Zierde ihres Geschlechts ist.“

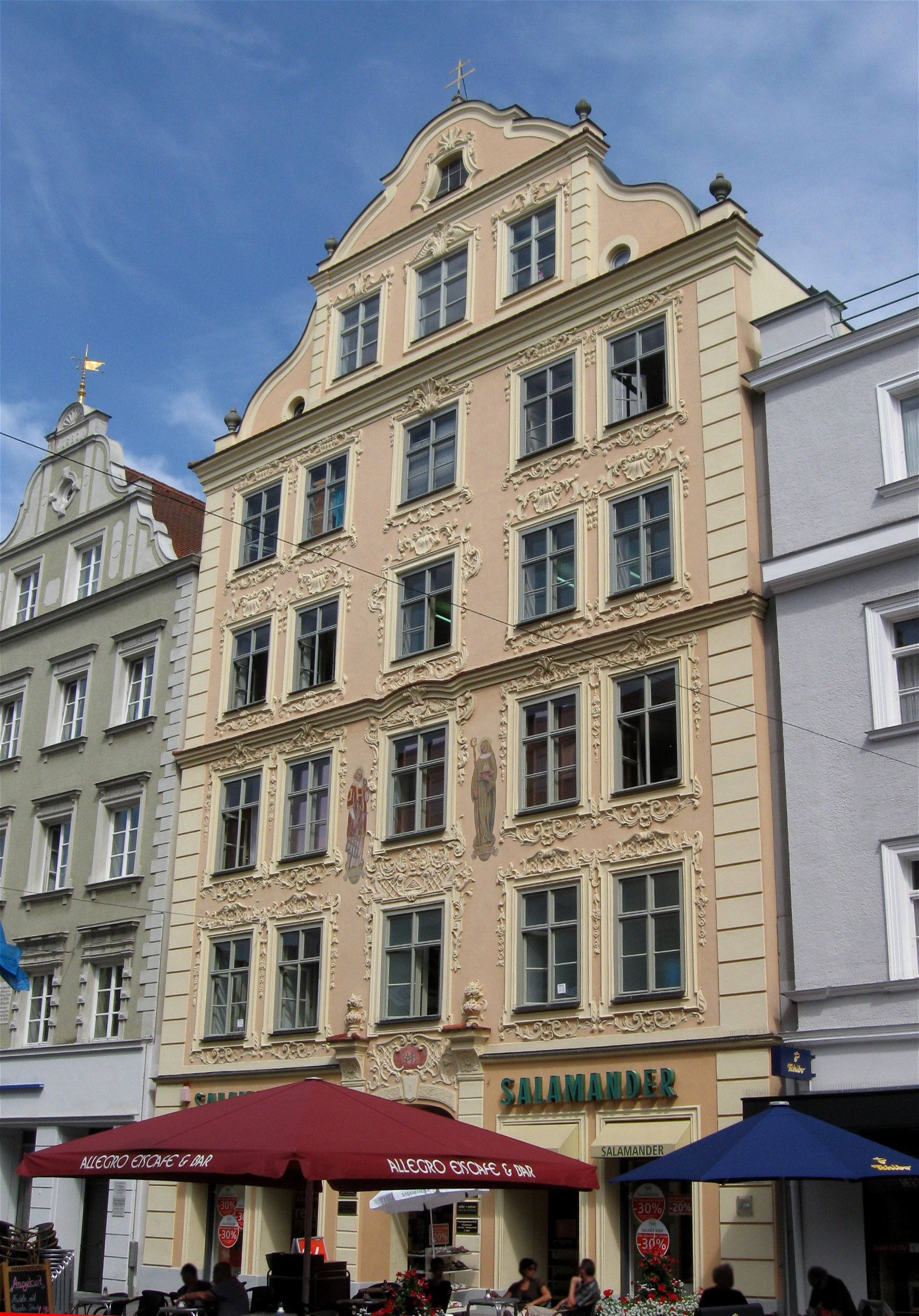
Ickstatthaus in Ingolstadt

## Eheschließungen
Ickstatt bestimmte seinen eigenen Neffen, Peter Joseph von Ickstatt, zum Nachfolger und machte ihn zum Ehemann Franziscas. Das erste Kind aus dieser Ehe, Fanny von Ickstatt, erlangte durch seinen Todessturz von der Münchner Frauenkirche traurige Bekanntheit. Schon fünf Jahre nach ihrer Hochzeit wurde Franzisca am 15. Mai 1771 zur Witwe. Daraufhin zog sie mit ihren beiden kleinen Töchtern nach München. Ihr Ziehvater Johann Adam von Ickstatt arbeitete dort als engster Rechtsberater des Kurfürsten Maximilian III. Joseph. Die schöne, selbstbewusste und lebenslustige Frau war, zwar schon seit zwei Jahren Witwe, inzwischen im 8. Monat schwanger. In aller Eile gelang es Ickstatt einen standesgemäßen Ehemann, nämlich Gallus Heinrich von Heppenstein (1751–1808), für Franzisca zu finden. Allerdings war dieser sehr jung, hatte er doch noch nicht einmal sein Schlussexamen abgelegt.
Ihre Tochter Sabina war mit dem Forstbeamten Joseph von Thoma verheiratet.

## Leben am Hof
Die Freifrau machte sich in der Residenzstadt schnell einen Namen. Sie war bekannt für ein hohes Maß an Schönheit, Eleganz und Bildung. Darüber hinaus galt Franzisca als „Schriftstellerin“ und „zehnte Muse am Hofe“. In einer zeitgenössischen Biografie Max III. wurde sie „am Körper eine teutsche Venus, und am Geist eine Saffo“ (gemeint ist Sappho) genannt. Schubart meinte, dass sie „unter den gelehrten teutschen Frauen einen grossen Rang“ verdiene.

## Lebenskrise und letzte Jahre
Mit dem Regierungsantritt Karl Theodors 1777 brachen düstere Zeiten im Land an. Hier hinein fiel ein tragisches Ereignis, welches weit über Bayerns Grenzen hinaus die Gemüter aufwühlte und das Leben Franziscas für immer verändern sollte. Am 14. Januar 1785 stürzte sich ihre hochbegabte Tochter Fanny unter rätselhaften Umständen vom Nordturm der Frauenkirche. Gerüchte schoben der Mutter, deren Lebenswandel als frivol galt, die Schuld unter. Franzisca beschloss daraufhin eine aufwendige und unverhältnismäßige Rechtfertigungsaktion, um den Stimmen, die von Selbstmord sprachen, den Boden zu entziehen. Als dieses Unterfangen misslang, stürzte sie in eine tiefe Lebenskrise. Nach Jahren der Krankheit starb sie im Alter von 56 Jahren.

## Schriften
Von ihr sind keine anderen Schriften als einige wenige gedruckte Briefe bekannt.
- Briefe. In: Geschichte der Fanny von Ickstatt. In: Pfalzbaierisches Museum Bd. 3, Mannheim 1785/86, S. 1–45 (Digitalisat).